# Regione Metropolitana di Marabá
La regione metropolitana di Marabá è un'area metropolitana del Brasile, ubicata nello Stato del Pará, ufficialmente costituita nel 2013. Secondo le stime dell'IBGE aveva nel 2015 una popolazione di 332.120 abitanti.

## Comuni
Comprende 5 comuni:
- Bom Jesus do Tocantins
- Marabá
- Nova Ipixuna
- São Domingos do Araguaia
- São João do Araguaia